# Belegging

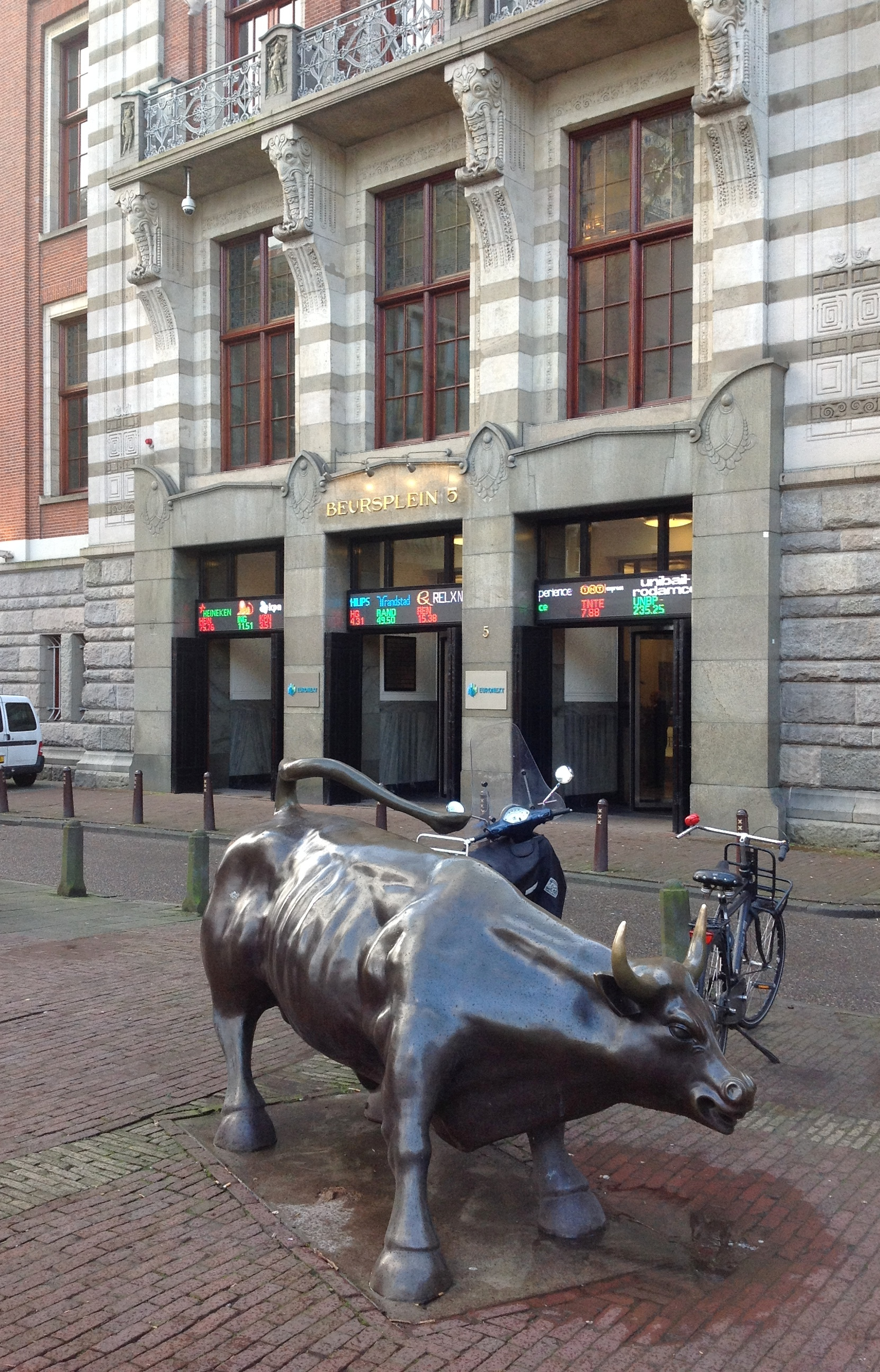
Beursplein 5, Amsterdam

Een belegging is een vorm van investering waarbij geld wordt vastgelegd voor langere of kortere tijd met als doel om in de toekomst financieel voordeel te behalen. Bij beleggen biedt men kapitaal in ruil voor onzekere inkomsten in de toekomst. Juridisch wordt het beleggen geregeld door het effectenrecht en in mindere mate door het vennootschapsrecht.
Iedereen is in de praktijk direct of indirect belegger. Al wordt er veelal een onderscheid tussen sparen en beleggen gemaakt, in feite heeft men het over vrijwel hetzelfde: er wordt geld uitgezet tegen een vergoeding en daarbij risico gelopen. Dit wordt ook vaak omschreven als investering, al is een belegging vooral gericht op rendement zonder verdere inzet.
Zelfs bij een spaartegoed waarvan men zeker weet dat men altijd minimaal het ingelegde geld zal terugkrijgen, loopt men risico. In de eerste plaats heeft men het debiteurenrisico, de spaarbank kan immers failliet gaan. Een veel groter risico op de lange termijn is het inflatierisico. Indien over de waarde van het spaartegoed een lager rentepercentage wordt uitgekeerd dan de geldontwaarding wordt men in de praktijk alsnog armer.
Iedereen die bijdraagt aan een pensioenfonds of een pensioenverzekeraar zet daarmee gelden uit in obligaties en aandelen, soms in combinatie met afgeleide producten als opties en beleggingen in hedgefondsen.
Uit onderzoek blijkt dat gemiddeld gezien meer dan 70% van de particuliere beleggers de markt niet verslaat. Met 'de markt' wordt meestal een aandelenindex zoals S&P 500 bedoeld.

## Rendement en risico
Er bevindt zich een relatie tussen het rendement van een investering en het hiermee gepaard gaande risico. Hoe groter het risico dat een belegger neemt, des te hoger is het verlangde rendement. Aandelen hebben bijvoorbeeld een hoger risico dan obligaties en hier hoort ook een hoger rendement bij. Liquide middelen hebben minder risico dan obligaties en vastgoed zit over het algemeen qua risico en rendement weer tussen obligaties en aandelen in. Beleggers proberen zoveel mogelijk rendement te maken bij zo min mogelijk risico. Als een belegger bijvoorbeeld kan kiezen tussen twee beleggingen met hetzelfde risico, maar de ene belegging heeft een rendement van 4% per jaar en de andere 2%, dan zal een belegger kiezen voor het hoogste rendement. Hoe een belegger tot deze keuze komt wordt geanalyseerd in de moderne portefeuilletheorie van professor Harry Markowitz.
In de beleggingstheorie wordt risico vaak gezien als de beweeglijkheid van de historische beurskoersen. Een maat voor deze historische beweeglijkheid is de standaard deviatie. Uiteraard zegt deze waarde uitsluitend iets over het verleden en is het hooguit een indicatie voor de toekomst. De uitkomst van een investering blijft altijd onzeker. Een belangrijke conclusie van de moderne portefeuilletheorie is dat deze onzekerheid alleen kan worden verkleind door de portefeuille te spreiden over meerdere soorten beleggingen. De gedachte hierachter is dat een tegenvaller in het ene fonds wordt opgevangen door een meevaller in een ander fonds. Ditzelfde geldt ook voor spreiding tussen verschillende soorten beleggingen zoals: aandelen, obligaties,  
onroerend goed en cash.
Behalve het passieve beleggingsbeleid van het gespreide beleggen, bestaat er ook een stroming binnen de beleggingswereld die een meer actieve vorm van beleggingsbeleid voorstaat. Een actieve belegger probeert door te handelen volgens een eigen visie het gemiddelde van de markt of beursindex te verslaan. In de praktijk blijkt het voor actieve beleggers lastig te zijn om betere resultaten te boeken dan passieve beleggers. Dit wordt mede veroorzaakt door de hogere kosten van het actief handelen op de beurs.
Defensief beleggen is beleggen met weinig risico, maar ook een gemiddeld laag rendement. Offensief beleggen is het omgekeerde.

## Soorten beleggers
Men kan een onderscheid maken tussen een aantal soorten beleggers.
Particuliere beleggerDe particuliere belegger is een privépersoon die op verschillende manieren kapitaal kan aanwenden om te investeren. Dit kan in individuele aandelen of obligaties zijn, maar ook beleggingsfondsen behoren tot de mogelijkheden. De belegger opent een beleggingsrekening bij een bank of broker. Hierin wordt het effectenbezit geregistreerd in termen van aantal stuks en soort. Met deze rekening kan de belegger aan- en verkopen doen. Bij een beleggingsrekening bij een beleggingfondsenfamilie kan het assortiment van effecten beperkt zijn tot aandelen in de betreffende beleggingsfondsen. Bij een beleggingsrekening kan er al niet de mogelijkheid zijn om als onderdeel daarvan een geldtegoed aan te houden. Particuliere beleggers kunnen ook beleggen in vastgoed, door panden aan te kopen of door gezamenlijk te investeren in vastgoed met weinig geld via vastgoedbeleggingsfondsen. Verder zijn er steeds meer particuliere beleggers die beleggen in cryptovaluta, een relatief nieuwe assetklasse, die zichzelf op het lange termijn nog moet bewijzen. Beleggingen in cryptovaluta brengen een hoog risico met zich mee en zijn vooral populair bij jongeren en middelvolwassenen.
Institutionele beleggersInstitutionele beleggers zijn instellingen die het vermogen van bijvoorbeeld pensioenfondsen of verzekeringsmaatschappijen beheren. Deze professionele beleggers nemen een groot deel van het aandelenbezit voor hun rekening. Zij hebben financiële verplichtingen jegens hun deelnemers respectievelijk polishouders. Uit het rendement op de hun toevertrouwde middelen (premies) moeten die voldaan kunnen worden. Institutionele beleggers hebben in absolute zin vaak zeer grote bedragen te beleggen. De Nederlandse pensioenfondsen hadden ultimo 2016 EUR 2619 miljard aan beleggingen, volgens het CBS.
OndernemingenVoorts zijn ook grote ondernemingen regelmatig actief op de geld- of kapitaalmarkt, bijvoorbeeld bij het uitzetten van tijdelijk niet benodigde liquide middelen, of het aantrekken van middelen bij tijdelijke liquiditeitstekorten.
Beleggers kunnen verder natuurlijk ook onderverdeeld worden aan de hand van hun beleggingsfilosofie. Men onderscheidt grofweg vijf verschillende soorten beleggers:
- Zij die beleggen op basis van vaak macro-economische kortetermijnverwachtingen. Zij worden ook wel handelaren genoemd. De meeste particuliere beleggers vallen in deze categorie.
- Zij die (geautomatiseerd) gespreid in een mandje van aandelen beleggen waarvan het rendement ongeveer gelijk is aan dat van de aandelenmarkt als geheel. Dit wordt Indexbeleggen genoemd.
- Zij die koersen proberen te voorspellen aan de hand van het verloop van koersgegevens uit het nabije verleden. Dit wordt ook wel technische analyse genoemd.
- Zij die beleggen op basis van verwachtingen met betrekking tot de toekomstige groei van de winsten van hun beleggingen. Dit zijn de zogenaamde groeibeleggers. Een van de grondleggers van deze beleggingsfilosofie is de Amerikaan Philip Fisher. Een andere bekende groeibelegger is Peter Lynch.
- Zij die de huidige waarde van beleggingen proberen in te schatten en daarbij proberen te profiteren van het verschil met de marktwaarde. Deze beleggers worden ook wel waardebeleggers genoemd. Bekende voorbeelden zijn de Amerikanen Warren Buffett en zijn leermeester Benjamin Graham.

## Alternatief beleggen
In tijden waarin de beurzen een lager of zelfs negatief rendement laten zien, zijn mensen geneigd om naar alternatieve beleggingen te kijken, zoals het beleggen in zeeschepen, hout, wijn en kunst. In 2001 is in Nederland het fiscale begrip vermogensrendementsheffing ingevoerd. Over bezittingen in box III dient normaal gesproken belasting betaald te worden. Er bestaat een vrijstelling van de vermogensrendementsheffing voor voorwerpen van kunst. Het lijkt daarom voordelig om fiscaal belaste vermogensbestanddelen om te zetten in fiscaal vrijgestelde voorwerpen van kunst. Echter, wanneer kunstwerken hoofdzakelijk als belegging dienen (de bewijslast hiervan ligt bij de fiscus), bestaat de mogelijkheid dat het kunstbezit alsnog fiscaal wordt belast.
Met de toenemende aandacht voor het behoud van het milieu en sociaal-ethische thema's is de aandacht voor duurzaam beleggen de laatste jaren enorm toegenomen. Ook groen beleggen valt daaronder te scharen.
Een relatief nieuwe en risicovolle assetklasse is cryptovaluta. Deze assetklasse is nog zo nieuw dat het in boeken en studiemateriaal voor de wet financieel toezicht, nauwelijks tot niet wordt benoemd. Door een gebrek aan regelgeving en bescherming kent beleggen in cryptovaluta behoorlijke risico's. 

## Beperkingen in verband met wetgeving in de VS
Op sommige websites staat "Toegang tot informatie van deze website voor ingezetenen uit de Verenigde Staten is verboden." Ook worden mensen met bepaalde banden met de VS soms niet als klant geaccepteerd door (bijvoorbeeld Nederlandse) financiële dienstverleners zoals banken. Een en ander heeft te maken met bijzondere wetgeving in de VS over financiële dienstverlening en aanbieding van financiële producten. Soms worden US persons uitgesloten, zoals gedefinieerd in Regulation S van de Securities Act 1933.